# Probatiomimus schwarzeri
Probatiomimus schwarzeri är en skalbaggsart som beskrevs av Julius Melzer 1926. Probatiomimus schwarzeri ingår i släktet Probatiomimus och familjen långhorningar. Inga underarter finns listade i Catalogue of Life.